# ديدار حامد
ديدار حامد حسان حارس مرمى كرة قدم عراقي مثل منتخب العراق وحاليا يلعب في نادي اربيل.

## مسيرة
لعب ديدار مع عدة اندية عراقية ومنها زاخو واربيل في الدوري العراقي الممتاز.
ولعب ديدار لاندية إقليمية في كردستان أيضا.

## مسيرة الدولية
مثل حامد منتخب شباب العراق ومنتخب الاولمبي وايضا المنتخب الرديف ومنتخب العراقي الوطنيفي عدة بطولات دولية.

## الانجازات
| النادي | البطولة                         | مرات الفوز | الأعوام أو المواسم            |
| ------ | ------------------------------- | ---------- | ----------------------------- |
| اربيل  | الدوري العراقي الممتاز          | 3          | 2007-2008 2008-2009 2011-2012 |
| اربيل  | كاس اتحاد الاسيوي المركز الثاني | 2          | 2012, 2014                    |

## وصلات خارجية
- ديدار حامد على موقع عالم كرة القدم.نت (الإنجليزية)
- ديدار حامد على موقع كووورة
- بطاقة للاعب على موقع soccerway